# 武爾姆巴赫河
50°04′14″N 10°23′06″E / 50.070495°N 10.385010°E
武爾姆巴赫河（德語：Wurmbach），是德國的河流，位於該國東南部，由巴伐利亞負責管轄，屬於阿伯斯費爾德米爾巴赫河的左支流，河道全長1.9公里。